# Wellington Classic WTA 1989
Il Wellington Classic WTA 1989, noto anche come Fernleaf Classic per motivi di sponsorizzazione, è stato un torneo di tennis giocato sul cemento. È stata la 2ª edizione del torneo, che fa parte della categoria Tier V nell'ambito del WTA Tour 1989. Si è giocato a Wellington in Nuova Zelanda, dal 6 febbraio al 12 febbraio 1989.

## Campionesse

### Singolare
Conchita Martínez ha battuto in finale  Jo-Anne Faull con il punteggio di 6–1, 6–2

### Doppio
Elizabeth Smylie /  Janine Tremelling hanno battuto in finale  Tracey Morton /  Heidi Sprung con il punteggio di 7–6, 6–1